# Alexandra Botez
Alexandra Valeria Botez (* 24. September 1995 in Dallas) ist eine amerikanisch-kanadische Schachspielerin rumänischer Herkunft. Zusammen mit ihrer Schwester Andrea Botez ist sie eine der einflussreichsten YouTube-Schach-Influencer wie auch Twitch-Schach-Streamerin. Ihren bislang höchsten Elo-Wert erreichte sie im Jahr 2016 mit 2092. Sie trägt den Titel einer Damen-FIDE-Meisterin und zählt zu den Top Ten der kanadischen Schachspielerinnen.
Botez begann im Jahr 2016 in ihrer Zeit als Studentin an der Stanford-Universität mit dem Streamen von Schach-Content. Seitdem sich 2020 Andrea Botez ihrer Schwester anschloss, betreiben die Botez-Schwestern die Twitch- und YouTube-Kanäle BotezLive, die zusammen mit knapp zwei Millionen Followern bzw. Abonnenten zu den populärsten Schach-Onlinekanälen zählen.
Botez setzt sich aktiv für die Geschlechtergleichstellung im Schach ein und wurde aufgrund ihres Engagements im Jahr 2020 in den Vorstand der Susan-Polgar-Stiftung gewählt.

## Persönliches
Alexandra Valeria Botez wurde am 24. September 1995 in Dallas im Bundesstaat Texas in den Vereinigten Staaten von Amerika als erstes Kind ihrer aus Rumänien emigrierten Eltern geboren. Anschließend zog die Familie weiter ins kanadische Vancouver.
Ihr Vater Andrei arbeitete als Ingenieur, war zu dieser Zeit aber ebenfalls als Schiedsrichter bei der FIDE tätig. Er begann ihr Schach beizubringen, als Botez sechs Jahre alt war und scherzte noch, er könne ihr das Spiel in nur zwei Wochen derart gut vermitteln, dass sie in der Lage wäre, ihre Mutter zu schlagen.

“My mom only plays a little. So he made a bet that he could teach me to play and that, in only two weeks, I would be able to beat her.”

„Meine Mutter spielt nur wenig. Also hat er gewettet, dass er mir das Spielen beibringen könnte und dass ich sie in nur zwei Wochen schlagen könnte.“

Als nach zwei Wochen die kleine Sensation gelang, gab es an ihrem Talent keine Zweifel mehr. Ihr Vater nahm sie daraufhin öfters in die nahegelegenen Parkanlagen mit, damit sie sich mit erfahrenen Schachspielern messen konnte. Sie trat schließlich in den rumänischen Schachclub Golden Knights ein, bei dem sie von Schachmeister Valer Eugen Demian trainiert wurde.
Im Alter von 15 Jahren zog die Familie nach Oregon in den Vereinigten Staaten, wo Botez die Clackamas High School besuchte. Dort wurde sie Mitglied des OHS Schachteams, das zum Gesamtsieger in der Schulteam Division der Oregon High School Chess Team Association (OSAA) Meisterschaften ernannt wurde.
Obgleich ihr nach ihrem High-School-Abschluss ein volles Schachstipendium von der University of Dallas angeboten wurde, verzichtete Botez darauf zugunsten eines Studiums für Internationale Beziehungen mit Schwerpunkt China an der Stanford-Universität in Kalifornien, das sie im Jahr 2017 erfolgreich mit dem Grad eines Bachelor of Arts abschloss.
Bereits im Jahr 2016 machte Botez ihre ersten Erfahrungen als Streamerin und gründete im Januar 2016 die Social-Media-Plattform CrowdAmp zusammen mit ihrem Geschäftspartner Ruben Mayer-Hirshfeld. Dabei handelte es sich um eine Plattform, die mit Hilfe von künstlicher Intelligenz für eine stärker personalisierte Kommunikation zwischen Social Media Stars und ihren Followern sorgt.
Kurz darauf gründete sie ihren Twitch-Kanal BotezLive und im April 2018 folgte YouTube. Drei Jahre nach Gründung ihres Start-ups stellte das Unternehmen den Betrieb ein und Botez widmet sich seither dem Schach-Streaming als ihren Vollzeitberuf. Ihre Leidenschaft für Schachspiele in Parkanlagen und Cafés ist ihr aus ihren Kindertagen geblieben, wie in zahllosen Videos in den BotezLive-Kanälen zu sehen ist.
Botez lebt zurzeit in East Village in Manhattan, New York City. Sie hat sowohl die US-amerikanische wie auch die kanadische Staatsbürgerschaft.

## Karriere

### Schach

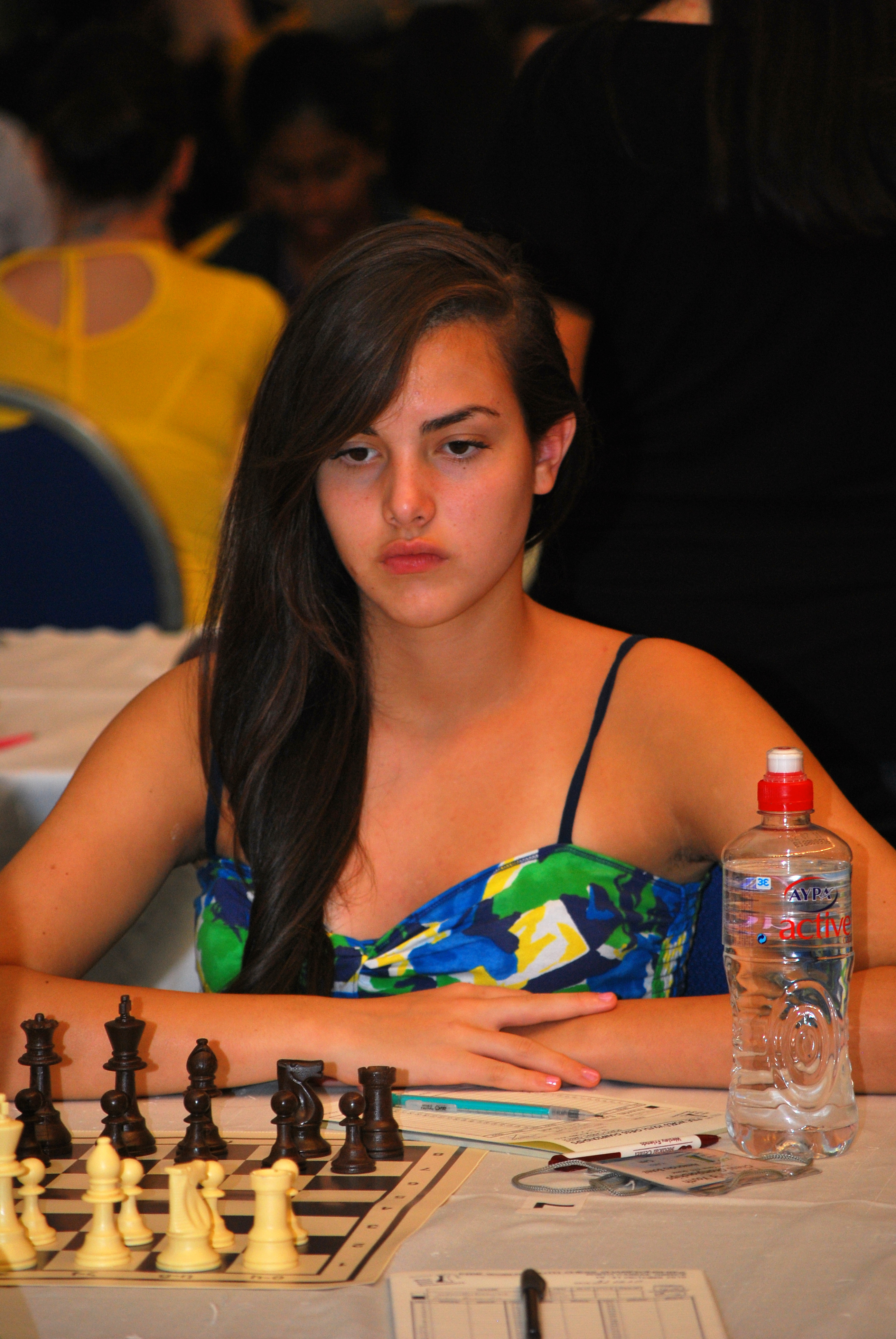
Botez bei der World Youth Chess Championship 2010

Im Alter von acht Jahren gewann Botez ihre erste nationale Meisterschaft und erreichte den 1. Platz in der U10 der Mädchen.
Mit zehn Jahren begann sie an Schachwettkämpfen der Susan Polgar Stiftung (SPF) teilzunehmen und gewann im Jahr 2006 dabei die Canadian Open in der Klasse unter 1600 (Elo) mit 7,5 von 9 Punkten.
Nach dem Umzug der Familie in die USA gewann Botez im Alter von 15 Jahren die U.S. Girls Nationals und sie vertrat ebenfalls Oregon zweimal bei den renommierten SPF Girl’s Invitational.
Nachdem sie sich im Jahr 2013 für die nordamerikanischen Meisterschaften qualifizieren konnte, erlangte sie im selben Jahr den Titel einer Damen FIDE-Meisterin.
Während ihres zweiten Studienjahres 2014 wurde sie die zweite weibliche Präsidentin des Schachclubs an der Stanford-Universität nach Cindy Tsai von 2005.
Alles in allem hat Botez bisher sechs nationale Meisterschaften gewonnen und insgesamt dreimal Kanada bei der Schacholympiade in den Jahren von 2012 bis 2016 vertreten.
Botez ist bekannt für ihren aggressiven, dynamischen Stil. Ihre am häufigsten gespielte Eröffnung ist die Königsindische Verteidigung, in der Schwarz Weiß erlaubt, in den ersten beiden Zügen seine Bauern im Zentrum zu platzieren.
Mit einem Elo-Wert von 1988 im Standardschach und 2059 im Blitzschach zählt Botez zu den besten kanadischen Spielerinnen und hält sich momentan auf Platz 7 der kanadischen Damen.

#### Elo-Diagramm
| Die zur Anzeige dieser Grafik verwendete Erweiterung wurde dauerhaft deaktiviert. Wir arbeiten aktuell daran, diese und weitere betroffene Grafiken auf ein neues Format umzustellen. (Mehr dazu) |

#### Beispielpartie
|   | a | b | c | d | e | f | g | h |   |
| 8 |   |   |   |   |   |   |   |   | 8 |
| 7 |   |   |   |   |   |   |   |   | 7 |
| 6 |   |   |   |   |   |   |   |   | 6 |
| 5 |   |   |   |   |   |   |   |   | 5 |
| 4 |   |   |   |   |   |   |   |   | 4 |
| 3 |   |   |   |   |   |   |   |   | 3 |
| 2 |   |   |   |   |   |   |   |   | 2 |
| 1 |   |   |   |   |   |   |   |   | 1 |
|   | a | b | c | d | e | f | g | h |   |

Bei der Schacholympiade 2016 stellte sie ihren Angriffsstil in Norwegen gegen ihre Gegnerin Anzel Solomons unter Beweis. Im 20. Zug bringt sie ein Qualitätsopfer und danach noch ein Läuferopfer auf h7. Solomons ist daraufhin gezwungen, ihre Dame zu geben, um nicht mattgesetzt zu werden. Nachdem sie sich einen soliden Vorteil aufgebaut hat, rückt Botez ihre Bauern am Königsflügel vor, bis Solomons die Partie schließlich aufgibt.
Alexandra Botez (2092) – Anzel Solomons (1814) 1:0
Tromsø, September 2016
Slawische Verteidigung: Drei-Springer-Variante (abgelehntes Damengambit slawisch), D15
1. d4 d5 2. c4 c6 3. Sf3 Sf6 4. Sc3 e6 5. e3 Sbd7 6. Ld3 Ld6 7. 0–0 0–0 8. b3 e5 9. cxd5 cxd5 10. Sb5 Lb8 11. dxe5 Sxe5 12. h3 Se4 13. Lb2 Df6 14. Sxe5 Lxe5 15. Lxe5 Dxe5 16. Tc1 Ld7 17. f4 De7 18. Sc7 Sc5 19. Sxd5 Dd6 20. Txc5 Dxc5 21. Lxh7+ Kxh7 22. Dh5+ Kg8 23. Sf6+ gxf6 24. Dxc5 Lc6 25. Df5 Kg7 26. Dg4+ Kh7 27. Df5+ Kg7 28. e4 Tad8 29. Tf3 Td1+ 30. Kh2 Tfd8 31. Tg3+ Kf8 32. Dc5+ Ke8 33. Tg8+ Kd7 34. Txd8+ Kxd8 35. h4 Kc7 36. h5 Td8 37. De7+ Td7 38. Dxf6 Kc8 39. Df5 1:0

### Streaming

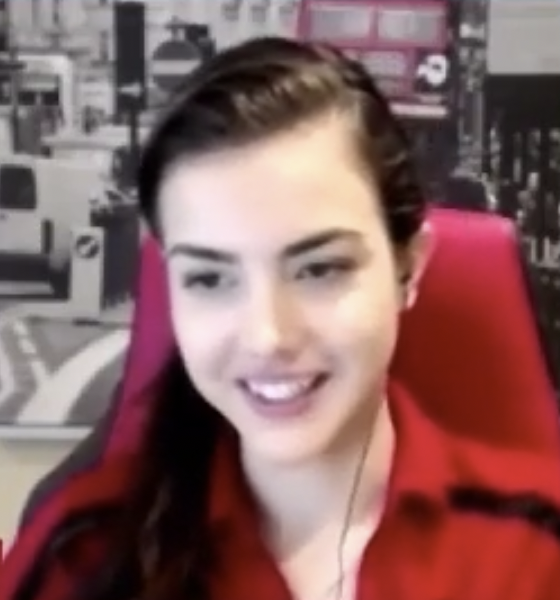
Botez als Kommentatorin für die Professional Rapid Online Chess League (2019)

Im Jahr 2016 fing Botez während ihrer Zeit an der Stanford-Universität damit an, Schach-Content auf der Gaming-Plattform Twitch zu streamen, was sich bald darauf zu einem gewinnbringenden Geschäft entwickelte. Ihr Kanal BotezLive erreichte in kurzer Zeit hohe Zuschauerzahlen und neben den Abonnementsgebühren nahm sie auch immer wieder Spenden ein.
Im April 2018 weitete Botez ihr Schach-Streaming auf YouTube aus. Nachdem sie ihr Unternehmen CrowdAmp im Jahr 2019 aufgab, war sie bereits so erfolgreich mit dem Streaming von Schach-Content, dass sie sich dafür entschied, dieser Tätigkeit in Vollzeit nachzugehen.
Zusammen mit ihrer jüngeren Schwester Andrea Botez (* 6. April 2002) betreiben die beiden Botez-Schwestern seit dem Jahr 2020 die BotezLive-Kanäle.
Durch die besondere Situation im Jahr 2020 auf Grund der Coronapandemie konnten auch die Botez-Schwestern einen starken Zuwachs ihrer Kanäle verzeichnen. Unterstützung zu dieser Zeit fanden die Kanäle ebenfalls durch die Internet-Plattform Chess.com. Im Dezember 2020 hatten die Botez-Geschwister bereits insgesamt über 500.000 Abonnenten.
Die Schwestern betreiben Kollaborationen mit anderen Schach-Influencern, wie beispielsweise mit Hikaru Nakamura oder auch Qiyu Zhou. Ebenso lassen sich die Botez-Schwestern gerne auch mit Betreibern anderer Streaming-Kanäle beim Schachspiel zeigen.
Botez' Streaming-Aktivitäten verhalfen ihr dazu, eines der populärsten Gesichter auf der Schach-Plattform Chess.com zu werden. Auch im Jahr 2022 wurde BotezLive bei den Streamer Awards Gewinner in der Kategorie Bester Schach Streamer.
Neben ihrer Hauptbeschäftigung als Influencer ging Botez in den Jahren 2018 und 2019 nebenbei ebenfalls der Beschäftigung als Kommentatorin für die Professional Rapid Online Chess League (PRO Chess League) nach.

### Poker
Botez nimmt gelegentlich an Pokerturnieren teil und erzielte Anfang Februar 2023 ihre ersten Geldplatzierungen beim PokerStars Caribbean Adventures auf den Bahamas. Dort gewann sie ein mit über 10.000 US-Dollar dotiertes Turnier der Variante No Limit Hold’em. Im Juli 2023 war sie erstmals bei der World Series of Poker im Bally’s Las Vegas und Paris Las Vegas erfolgreich und kam beim Main Event in die Geldränge.

## Engagement gegen Sexismus
Botez setzt sich aktiv gegen Sexismus und ungleiche Behandlungen gegenüber Frauen im Schach ein. In zahlreichen Interviews wie auch Streaming-Videos erzählt sie von ihren eigenen Erfahrungen mit Frauenfeindlichkeit als Betroffene. Sie zeigt auf, dass das Verhältnis von männlichen Großmeistern gegenüber weiblichen 50:1 ist und spricht davon, dass ältere männliche Spieler ihre Position immer wieder ausnutzen, um Jagd auf unerfahrenere Frauen zu machen.

“The extent to which people never say anything and find things OK is pretty spooky.”

„Das Ausmaß, in dem die Leute nie etwas sagen und die Dinge in Ordnung finden, ist ziemlich gruselig.“

Beispielsweise zieht Botez Vergleiche mit der Serie Das Damengambit. Obwohl die Serie einen ähnlichen Kampf der weiblichen Protagonistin wie den einer Schachspielerin in den 1960er Jahren darstellt, sagt Botez, die Show untertreibe die Frauenfeindlichkeit, die man im Turnierschach vorfindet.

“If the show had been historically accurate, Beth wouldn't have been able to compete in any world championship events.”

„Wäre die Serie historisch zutreffend, hätte Beth [die Protagonistin] an keiner Weltmeisterschaft teilnehmen können.“

Ebenfalls bezieht sich Botez auf den Fall der weiblichen Großmeisterin Susan Polgar, die 1986 aufgrund ihres Geschlechts daran gehindert wurde, an einem Qualifikationsturnier für die Schachweltmeisterschaft teilzunehmen.
Mit diesem Engagement wurde Botez im Jahr 2020 in den Vorstand der Susan-Polgar-Stiftung berufen, einer Non-Profit-Organisation mit der amerikanischen Unternehmensform 501(c)3, die sich zum Ziel gesetzt hat, Kinder unabhängig von Herkunft, Alter, Geschlecht usw. mit dem Schachspiel zusammenzuführen.

## Trivia
- Das Botez Gambit ist mittlerweile ein weit verbreitetes humorvoll-sarkastisches Schach-Meme, das den Verlust der eigenen Dame durch Unachtsamkeit bedeutet.[33]
- Botez wird immer wieder mit Elisabeth Harmon verglichen, der fiktiven Protagonistin aus der erfolgreichen Netflix-Serie Das Damengambit und auch die „Real Life Beth Harmon“ (deutsch: Beth Harmon aus dem echten Leben) genannt. Botez selbst erkennt einen Bezug zu der Figur, die in der Serie darum kämpft, als Frau im Schach anerkannt zu werden und hat sich bereits im Stil von Beth Harmon fotografieren lassen.[15][19]
- Botez spricht neben ihrer Muttersprache Rumänisch noch Englisch, Deutsch, Russisch, Spanisch und Türkisch.[34]